# Annia Hatch
Annia Portuondo Hatch (Guantánamo, Cuba, 14 de junio de 1978) es una gimnasta artística nacida cubana nacionalizada estadounidense, doble subcampeona olímpica en 2004 en la prueba de salto de potro y por equipos, y campeona mundial en 2003 en equipos.
Su nombre de nacimiento en Annia Portuondo, que lo cambió en 1997 al casarse con un estadounidense de apellido Hatch.

## Carrera deportiva
En el Mundial de San Juan (Puerto Rico) en 1996, cuando aún representaba a su país natal Cuba, consiguió el bronce en el ejercicio de salto de potro, tras las rumanas Gina Gogean y Simona Amânar.
En los JJ. OO. de Atenas 2004 gana la plata en salto de potro, tras la rumana Monica Roșu (oro) y delante de la rusa Anna Pavlova (bronce). También gana la plata por equipos —tras Rumania y por delante de Rusia— siendo sus compañeras: Mohini Bhardwaj, Terin Humphrey, Courtney Kupets, Courtney McCool y Carly Patterson.